# Maiken Nedergaard
Maiken Nedergaard est une neuroscientifique danoise connue pour sa découverte du système glymphatique. Elle est professeure nommée conjointement aux départements de neuroscience et de neurologie du centre médical de l'Université de Rochester. Elle occupe un poste à temps partiel au département de neurochirurgie du Centre de neuromédecine translationnelle de l'Université de Rochester, où elle est la chercheuse principale du laboratoire de l'unité de recherche sur les pathologies gliales et leur traitement. Elle est également professeur de biologie des cellules gliales au Centre de neuromédecine translationnelle de l'Université de Copenhague.
Nedergaard et ses collaborateurs ont décrit la fonction de drainage des déchets opéré par la circulation du liquide cérébrospinal (LCS) pendant le sommeil et montré comment ce système glymphatique pouvait être perturbé par des pathologies du système nerveux central, ouvrant ainsi de nouvelles perspectives thérapeutiques.

## Formation
Nedergaard a étudié à l'Université de Copenhague, où elle a obtenu un doctorat en médecine en 1983 et un doctorat en sciences en 1988. Elle a terminé sa formation postdoctorale en neuropathologie / physiologie à l'Université de Copenhague (1984-1987), puis en neuroscience à Weill Cornell Medicine (1987-1988). 

## Recherche
En 2010, Nedergaard a découvert le rôle de la molécule d'adénosine dans l'analgésie induite par l'acupuncture. 
En 2013, Nedergaard a découvert le système glymphatique, un réseau de canaux cérébraux destinés à éliminer les toxines à l'aide du liquide cérébrospinal (LCS). Elle l'a appelé le « système glymphatique » en raison de sa dépendance aux cellules gliales. Elle a reçu le prix Newcomb Cleveland 2014 pour sa découverte. 
Des recherches ultérieures menées par Nedergaard et ses collègues ont révélé que la protéine du canal hydrique de l'aquaporine-4 joue un rôle crucial dans la modulation du flux de LCS entre l'espace périvasculaire et l'interstitium cérébral. Il a été démontré que le dysfonctionnement du système glymphatique altère la cicatrisation après un traumatisme et accélère l’accumulation de métabolites toxiques tels que l’amyloïde bêta, impliquant le système glymphatique dans des maladies neurodégénératives telles que la maladie d’Alzheimer, la maladie de Huntington et la maladie de Parkinson. Il a également été démontré que le système glymphatique interagissait avec le système lymphatique méningé découvert en 2018. 
Le laboratoire de Nedergaard concentre ses recherches sur les interactions neurone-glie, le système glymphatique, l'évolution des astrocytes, la régulation du flux sanguin cérébral, la douleur chronique et le rôle de la glie après un AVC ou une lésion de la moelle épinière.

## Récompenses et honneurs
La découverte du système glymphatique par Nedergaard a été récompensée en 2013 comme l’une des dix « percées de l’année » par Science Magazine. En 2014, elle a accepté une subvention de recherche lauréate de la fondation Novo Nordisk en 2014 pour aider à la création d’un centre et neuroscience translationnelle à l'Université de Copenhague. 
Nedergaard a reçu de nombreux prix individuels pour ses contributions à l'étude des interactions neurone-glie dans la santé et la maladie: 
- Membre élu de l'Académie royale des sciences du Danemark (2008)
- Membre élu de l'Académie royale de pharmacie d'Espagne (2011)
- Membre élu de l'Academia Europaea (2012)
- Prix Newcomb Cleveland, AAAS (2014)[6]
- Prix Alzheimer, Association danoise Alzheimer (2015)[3]
- Prix Jeppe Juhl (2016)
- Prix Olav Thon Alzheimer (2016)
- Prix Tagea Brandt (2016)
- Professeur honoraire de l'Université de médecine de Chine, Shenyang, Chine (2018)
- Prix Fernström (2018)[7]
- Prix de l'innovation Stein pour la recherche sur la cécité (2018-2019)